# ميخائيل ويلسون (سياسي)
ميخائيل ويلسون هو دبلوماسي وسياسي كندي، ولد في 4 نوفمبر 1937 في تورونتو في كندا، وتوفي في 10 فبراير 2019. حزبياً، نشط في الحزب الكندي التقدمي المحافظ. وقد انتخب سفير كندا لدى الولايات المتحدة ‏ وانتخب عضو مجلس العموم الكندي.